# 食材
食材（しょくざい、英: food ingredients）とは、料理の材料のこと。

## 概要
多くの食材が、もとをたどれば植物か動物である。
食材は基本的には鮮度が高いうちに使うほうがよいとされている。
多くは常温で保管すると、腐敗が進行してしまう。このため、塩蔵、乾燥、燻煙、発酵、など様々な方法で食材の貯蔵性を高める工夫が古くから行われてきた。近年は冷蔵庫の登場で、これらの食材は新鮮な状態のまま長く貯蔵できるようになった。
主材料に対して、それに混ぜる副材料となる場合にはその食材を「具」（ぐ）または「具材」（ぐざい）と呼ぶ。近年では、むしろ「主材料」のように扱う場合が、例えば「具のないカレー」といったいった用法で示されることもあり、意味の拡張がある。

## 基本食材
植物系
- 穀物 - 粉
- 野菜 / 山菜
- 果物
- ハーブ
- 植物油
- 海藻
- 薬味

動物系
- 魚介類
- 肉
- 卵
- 乳
- 骨、軟骨
- 動物油（ラード、牛脂　等）

その他
- 調味料
- 香料
- 加薬
- 乾物
- 食品添加物